# Fusinus penioniformis
Fusinus penioniformis is een slakkensoort uit de familie van de Fasciolariidae. De wetenschappelijke naam van de soort is voor het eerst geldig gepubliceerd in 1970 door Habe.